# Cinclosoma ajax
Tordo-codorniz-pintado ou tordiz-pintado (Cinclosoma ajax) é uma espécie de ave da família Cinclosomatidae.
Pode ser encontrada nos seguintes países: Indonésia e Papua-Nova Guiné.
Os seus habitats naturais são: florestas subtropicais ou tropicais húmidas de baixa altitude.